# Aptostichus barackobamai
Aptostichus barackobamai é uma espécie de aranha da família Cyrtaucheniidae. Seu epíteto específico é uma homenagem ao ex-presidente dos Estados Unidos, Barack Obama.
A descoberta desta espécie foi feita por pesquisadores do Museu de História Natural e do Departamento de Ciências Biológicas da Universidade de Auburn, que descobriram também mais de 32 novas espécies de aranhas alçapão.